# Liechtenstein en los Juegos Olímpicos de Innsbruck 1964
Liechtenstein estuvo representado en los Juegos Olímpicos de Innsbruck 1964 por seis deportistas masculinos que compitieron en dos deportes.
El equipo olímpico liechtensteiniano no obtuvo ninguna medalla en estos Juegos.